# Sørreisa (municipio)
Sørreisa (en sami septentrional: Ráisavuona suohkan) es un municipio de la provincia de Troms, Noruega. El centro administrativo es la localidad de Sørreisa. Otros pueblos son Grunnreisa, Skøelva y Smørsgård.

## Evolución administrativa
El municipio ha sufrido cambios a lo largo del tiempo, los cuales son:
| Año  | Cambio territorial                               | Población |
| ---- | ------------------------------------------------ | --------- |
| 1886 | Fundación del municipio tras separarse de Tranøy | 1361      |
| 1964 | Una sección del Reisafjorden es cedida a Lenvik  |           |

## Etimología
El municipio debe su nombre al fiordo Reisafjorden, que a su vez deriva del río Reisaelva. Reisa proviene del verbo rísa que significa «aumento» (referente a inundación). El primer elemento es Sør que significa «sur», prefijo añadido para diferenciarlo del municipio vecino de Nordreisa. El nombre original era Sørreisen.

## Geografía
Sørreisa se localiza en la costa oeste de Noruega, a lo largo del Reisafjorden, al este de la isla de Senja. Tiene una superficie de 363 km². Limita al oeste con Dyrøy, Salangen y Bardu al sur, Målselv al este y Lenvik al norte.

## Gobierno
El municipio se encarga de la educación primaria, asistencia sanitaria, atención a la tercera edad, desempleo, servicios sociales, desarrollo económico, y mantención de caminos locales.

### Concejo municipal
El concejo municipal (Kommunestyre) tiene 15 representantes que son elegidos cada 4 años y estos eligen a un alcalde. Estos son:

### Sørreisa Kommunestyre 2015-2019
| Partido              | Número de representantes |
| -------------------- | ------------------------ |
| Partido Laborista    | 7                        |
| Partido del Progreso | 1                        |
| Partido Conservador  | 2                        |
| Partido de Centro    | 1                        |
| Independientes       | 4                        |